# Континентальный флот
Континентальный флот (англ. Continental Navy) — регулярный флот, санкционированный Континентальным Конгрессом в ходе Американской революции и подчинявшийся ему. Официальный предшественник современного Военно-морского флота США (англ. United States Navy).

## Зарождение

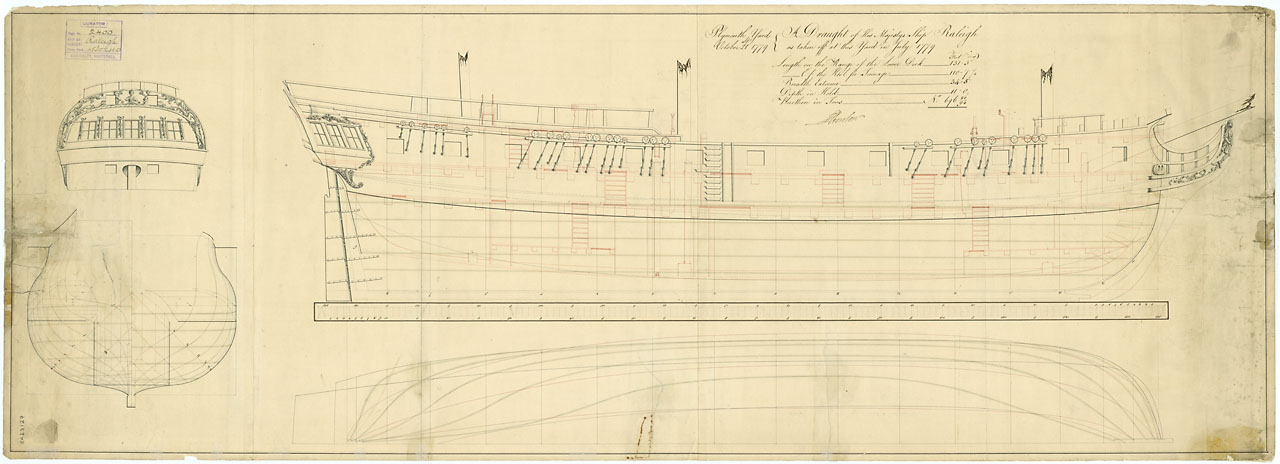
Raleigh: чертежи, снятые британцами после захвата, но до переделки

Своими корнями Континентальный флот уходит в традицию мореплавания и приватирства, существовавшую в колониях с момента основания. Его тактика, за исключением действий коммодора Джонса, мало отличалась от набеговой тактики приватиров. Однако с заявкой на независимость Конгрессу понадобились атрибуты самостоятельного государства, в том числе регулярный флот. Ещё до начала целевого строительства в американскую службу были официально наняты уже существовавшие корабли.
Конгресс рассматривал создание морских сил как минимум с августа 1775 года. Первые практические шаги были предприняты в октябре, когда закупили два брига, в основном для перехвата британских транспортов, а затем вторую пару кораблей покрупнее. Это были Cabot и Andrew Doria (16 × 6-фунтовых пушек каждый) и Alfred и Columbus (20 и 18 × 9-фн соответственно, плюс 10 × 6-фн). К исходу года были составлены руководящие документы нового флота, а также основан корпус Континентальной морской пехоты.

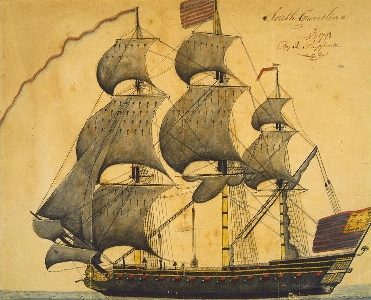
Американский фрегат, предположительно South Carolina

Кардинальным шагом стала программа постройки небольших фрегатов — пяти 32-пушечных, пяти 28-пушечных и трёх 24-пушечных, после долгих споров окончательно одобренная 13 декабря 1775 года, и предусматривавшая ввод в строй к марту следующего года. Замах был явно не по силам — в прошлую войну британцы построили несколько фрегатов из сосны и ели в подобном темпе, но они опирались на огромный опыт и хорошо отработанную организацию, и все равно корабли из сырого дерева проходили очень недолго. Американская программа не была доведена до конца. Ни один фрегат не был готов к марту, но, преодолевая удивительную для Новой Англии нехватку квалификации, материалов и — более всего — пушек, строители закончили и в течение 1776 года подготовили несколько из них в море.
Пожалуй, всего замечательнее они были с точки зрения корабельной архитектуры. Очень немногие до этого достигали стандартных размеров фрегата, так что в колониях не было прямого опыта постройки таких масштабов. И однако и противник высоко отзывался об их боевых качествах. 32-пушечный Providence, взятый в 1780 году, сочли слишком «полным и тяжелым» для боевого корабля, но другие, например Raleigh (36), охотно брали в британскую службу. В целом эти ранние фрегаты были несколько больше своих британских собратьев, но несколько уступали самым крупным французским, а форма корпуса следовала британским образцам. Главная батарея, даже для меньших из них, обычно состояла из 12-фн пушек, хотя нехватки иной раз заставляли делать довольно-таки смешанное вооружение.
Были и более амбициозные планы, и даже был построен двухдечный линейный корабль America. Но вооружить его не было ни денег, ни времени. Он был передан в дар Франции как Amerique.
Из 13 кораблей, одобренных Вторым Континентальным конгрессом, только 2 когда-либо действовали в море. 4 были уничтожены самими американцами, чтобы избежать британского плена. Остальные были захвачены Королевским флотом, в море или в порту. К сожалению для новой республики, выяснилось, что построить хорошие корабли легче, чем создать эффективный флот. Недостаток подготовки и боевого духа сказался на судьбах Континентального флота решающим образом.

## Боевые действия

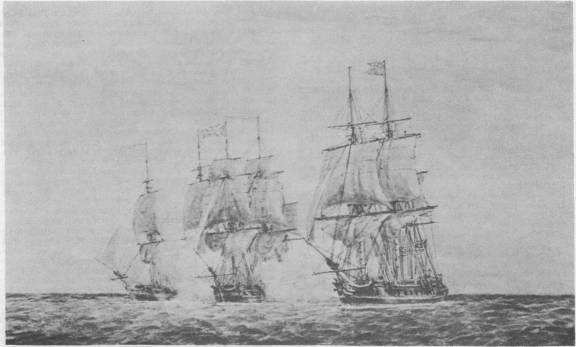
Hancock и Boston против HMS Fox, 7 июня 1777

Первой в истории операцией Континентального флота (и Континентальной морской пехоты) считается десант в Нассау 3 марта 1776 года для захвата складов пороха и снарядов. Она предшествовала Декларации независимости, но вписана в историю, так как произошла по первому приказу Конгресса, отданному новому флоту. Высадка прошла успешно, но предупреждённый губернатор сумел за ночь вывезти бо́льшую часть пороха.
В американских водах флот в основном перехватывал суда, доставлявшие снабжение британским колониальным силам. Эти набеги мало отличались от приватирства, да и шли параллельно. Если флот оказывался в большинстве, то охотился за небольшими британскими крейсерами, как HMS Fox.
Но гораздо проще оказалось действовать из нейтральных (на бумаге) портов Голландии и Франции (пока те не вступили в войну). Они позволяли не прорывать блокаду при каждом выходе, и наносить удары по судоходству Британии в её же водах, где охранения вначале не было.
Здесь и отличился Джон Пол Джонс. Прозвище «отец американского флота» ему дали не за количество взятых призов, и не за крупные победы, а за поведение, резко отличавшее его от остальных. Он ревниво оберегал свой образ профессионального офицера, который «не гонится за наживой, а ищет чести». Где только мог, он не гонялся за «купцами», а вступал в бой с кораблями Его Величества, а в обращении с противником изо всех сил соответствовал офицерскому кодексу. При этом он обладал военным талантом, ярым честолюбием и умением командовать. В результате самые знаменитые его победы имели пропагандистское значение даже больше, чем военное.
Тем не менее, доля Континентального флота в борьбе с британцами, если судить по числу учтенных призов, была всего 13 %. Остальные взяты приватирами. Действия в манере регулярного флота, хоть и выглядели красиво в газетах, для маленького и слабого флота оказались самоубийственны.

## Корабельный состав, 1775—1785
| Два корабля и шесть бригов и бригантин, закупленные в 1775 году в Бостоне |                             |         |                                                                                 |                                                                                        |
| Корабль | Вооружение (пушек × фунтов) | Тоннаж  | Примечание                                                                      | Судьба                                                                                 |
| --- | --------------------------- | ------- | ------------------------------------------------------------------------------- | -------------------------------------------------------------------------------------- |
| Alfred | 24 × 9                      | 440     | трёхмачтовый корабль, бывший торговый Black Prince                              | взят 9 марта 1778 года HMS Ariadne и HMS Ceres                                         |
| Columbus | 24 × 9                      | 200     | трёхмачтовый корабль, бывший торговый Sally из Филадельфии                      | сожжен 1 апреля 1778 года во избежание плена                                           |
| Andrew Doria | 14 × 4                      | 190     | бриг                                                                            | сожжен в 1777 году во избежание плена                                                  |
| Cabot | 14 × 4                      | 189     | бриг                                                                            | взят 26 марта 1777 года HMS Milford                                                    |
| Lexington | 14 × 4, 2 × 6               |         | бриг, бывший Wild Duck                                                          | взят 20 сентября 1777 года HMS Alert                                                   |
| Reprisal | 16                          |         | бриг                                                                            | затонул в 1778 году                                                                    |
| Hampden | 14                          |         | бригантина                                                                      | признан негодным в 1776 году в Род-Айленде (после посадки на берег)                    |
| Washington | 16 (?)                      |         | бригантина                                                                      | взят в декабре 1775 года HMS Fowey возле Кейп-Энн                                      |
| Тринадцать фрегатов, заказанные актом Конгресса от 13 декабря 1775 года |                             |         |                                                                                 |                                                                                        |
| Randolph | 26 × 12, 10 × 6             | 709     | фрегат                                                                          | потоплен 17 марта 1778 года у Барбадоса в бою с HMS Yarmouth                           |
| Raleigh | 26 × 12, 10 × 6             | 697     | фрегат                                                                          | взят 25 сентября 1776 года HMS Experiment и HMS Unicorn                                |
| Hancock | 32                          | 763     | фрегат                                                                          | взят 8 июля 1777 года HMS Rainbow                                                      |
| Warren | 32                          | 703     | фрегат                                                                          | сожжен 14 августа 1779 года в Пенобскоте во избежание плена                            |
| Washington | 32                          | 709 (?) | фрегат                                                                          | затоплен недостроенным 21 ноября 1777 года во избежание плена, остов сожжен 8 мая 1778 |
| Virginia | 28                          | 763     | фрегат                                                                          | взят 30 марта 1778 года в Чесапике HMS Emerald и HMS Conqueror                         |
| Providence | 28                          | 632     | фрегат                                                                          | взят 12 мая 1780 года при штурме Чарльстона                                            |
| Trumbull | 24 × 12, 6 × 6              |         | фрегат                                                                          | взят 9 августа 1781 года HMS Iris (бывш. Hancock) и HMS General Monk                   |
| Congress | 28                          | 678 (?) | фрегат                                                                          | сожжен недостроенным на р. Гудзон 6 октября 1777 года во избежание плена               |
| Effingham | 28                          |         | фрегат                                                                          | затоплен недостроенным 21 ноября 1777 года во избежание плена, остов сожжен 8 мая 1778 |
| Boston | 5 × 12, 19 × 9              | 514     | фрегат                                                                          | взят 12 мая 1780 года при штурме Чарльстона                                            |
| Delaware | 24                          | 563     | фрегат                                                                          | взят 29 сентября 1777 года в реке Делавэр                                              |
| Montgomery | 24                          | 514     | фрегат                                                                          | сожжен недостроенным на р. Гудзон 6 октября 1777 года во избежание плена               |
| Десять кораблей, заказанные актом Конгресса от 20 ноября 1776 года |                             |         |                                                                                 |                                                                                        |
| America | 74 (проект)                 | 1982    | линейный корабль                                                                | не вооружался, передан в дар Франции сразу после спуска                                |
| Confederacy | 36                          | 959     | фрегат                                                                          | взят 14 апреля 1781 года HMS Orpheus и HMS Roebuck                                     |
| Alliance | 36                          | 900     | фрегат                                                                          | продан 3 июня 1785 года в Филадельфии, стал торговым                                   |
| Bourbon | 28                          |         | фрегат                                                                          | продан недостроенным в сентябре 1783 года                                              |
| Mercury |                             |         | кеч, пакетбот                                                                   | взят 10 сентября 1780 года HMS Vestal и HMS Fairy                                      |
| Из остальных пяти заказанных, два 74-пушечных корабля на воду не спускались; два 36-пушечных фрегата сожжены недостроенными; единственный 18-пушечный бриг, судя по всему, не закладывался, вместо него построены три корабля-шлюпа: |                             |         |                                                                                 |                                                                                        |
| Ranger | 18 × 6                      | 308     | шлюп                                                                            | взят 12 мая 1780 года при штурме Чарльстона                                            |
| Saratoga | 16 × 9                      | 150     | шлюп                                                                            | затонул со всей командой в марте 1781 года                                             |
| General Gates | 18                          |         | шлюп                                                                            | продан вскоре после спуска, в 1778 году                                                |
| Корабли закупленные Континентальным флотом после 1776 года |                             |         |                                                                                 |                                                                                        |
| Deane | 32                          | 550     | фрегат                                                                          | закуплен во Франции, переименован в Hague в 1782, продан в 1783                        |
| South Carolina | 28                          |         | фрегат, бывший Queen of France                                                  | затоплен 12 мая 1780 года в Чарльстоне во избежание плена                              |
| Diligent | 14                          |         | бриг(?)                                                                         | сожжен 14 августа 1779 года в Пенобскоте во избежание плена                            |
| Providence | 12                          |         | шлюп                                                                            | взят 14 августа 1779 года в Пенобскоте                                                 |
| Sachem | 10                          |         | шлюп                                                                            | уничтожен 21 ноября 1777 года в реке Делавэр                                           |
| Independence | 10                          |         | шлюп                                                                            | уничтожен 21 ноября 1777 года в реке Делавэр                                           |
| Dolphin | 10                          |         | шлюп                                                                            | уничтожен 21 ноября 1777 года в реке Делавэр                                           |
| Duc de Lauzun | 20                          |         | вооружённый транспорт                                                           | закуплен в Англии, продан в 1783 году                                                  |
| Призы |                             |         |                                                                                 |                                                                                        |
| Fox | 28                          | 600     | фрегат, бывший HMS Fox                                                          | взят 7 июня 1777 года Hancock и Boston, отбит 8 июля HMS Flora и HMS Rainbow           |
| General Monk | 20                          |         | шлюп, бывший HMS General Monk, исходно американский приватир General Washington | взят 8 апреля 1782 года Hyder Ali, продан в 1784 году                                  |

## Роспуск
К 1778 году Континентальный флот был практически уничтожен. Силами британских блокадных эскадр, в сочетании с малыми крейсерами, небольшие американские корабли были перехвачены, и добрая половина призов пополнила Королевский флот. Другие были сожжены командами, чтобы избежать плена. После них продолжали борьбу уже приватиры, плюс французский и испанский флота интервенции.
Формально же, флот был распущен в 1785 году, когда война закончилась и официально признанная молодая республика заключила мир со всеми странами. Немногие оставшиеся корабли были проданы с аукциона — новое правительство остро нуждалось в деньгах. Актом Конгресса 1794 года было одобрено строительство нового, Военно-морского флота Соединённых Штатов. Его корабли уже имели полное право на приставку USS перед названием.